# 몬티셀로
몬티셀로(Monticello)는 미국 버지니아주 샬러츠빌에 위치한 미국역사기념물이다. 미국 제3대 대통령 토머스 제퍼슨(Thomas Jefferson, 1743년 ~ 1826년)이 팔라디오 양식을 기초로 설계한 신고전주의 건축물이다. 몬티첼로는 1987년에 ‘샬러츠빌의 몬티첼로와 버지니아 대학교’(Monticello and the University of Virginia in Charlottesville)에 포함되어 유네스코(UNESCO) 세계유산으로 등록되었다.